# Kerkhof van Arneke
Het Kerkhof van Arneke is een gemeentelijke begraafplaats in de Franse gemeente Arneke in het Noorderdepartement. Het kerkhof ligt in het dorpscentrum rond de Sint-Maartenskerk en is omringd door een haag en lindebomen.
Aan de noordelijke hoek van het kerkhof staat een gedenkteken voor de gesneuvelde gemeentenaren uit de Eerste Wereldoorlog. 

## Oorlogsgraven
In de noordelijke hoek van het kerkhof ligt een militair perk met Franse en Britse gesneuvelden uit de Eerste Wereldoorlog. Het telt 49 Franse en 2 Britse graven. De Britse soldaten zijn F. Costigan en A.J. Palmer, deze laatste werd onderscheiden met de Military Medal (MM). De Britse graven worden onderhouden door de Commonwealth War Graves Commission en zijn daar geregistreerd als Arneke Churchyard.